# French Open 1963 (Badminton)
Die French Open 1963 im Badminton fanden vom 6. bis zum 7. April 1963 in Paris auf dem Vereinsgelände von Esso Sports am Porte de Clichy statt. Es war die 35. Auflage des Championats.

## Finalresultate
| Disziplin    | Sieger                         | Finalist                             | Ergebnis    |
| ------------ | ------------------------------ | ------------------------------------ | ----------- |
| Herreneinzel | Lee Kin Tat                    | Rex Madson                           | 15–9, 17–15 |
| Dameneinzel  | Irmgard Latz                   | Gerda Schumacher                     | 11–9, 11–3  |
| Herrendoppel | Heinz Honegger Torkild Nielsen | C. Harvey Theobald                   | 15–10, 15–9 |
| Damendoppel  | Irmgard Latz Imre Rietveld     | Bitten Nielsen June van der Willigen | 15–6, 15–4  |
| Mixed        | C. Harvey Janet Brennan        | Lee Kin Tat June van der Willigen    | 15–12, 15–1 |